# Николаевский костёл (Свирь)
Николаевский костёл, Церковь св. Николая (бел. Мікалаеўскі касцёл) — католический храм в городском посёлке Свирь, Минская область, Белоруссия. Относится к Будславскому деканату Минско-Могилёвского архидиоцеза. Памятник эклектичной архитектуры с чертами необарокко. Построен в 1653 году, полностью перестроен в 1903—1908 годах. Храм включён в Государственный список историко-культурных ценностей Республики Беларусь (код 612Г000454).

## Великое княжество Литовское
В 1413 году князь Пётр Петькович Свирский передал для алтарии в Свири "8 крепостных Строчанского имения, костёльную десятину со Свирского двора, двух поросят, 10 сыров, фаску (деревянная ёмкость для хранения продуктов) масла, бочку соли, 60 локтей полотна, церковную десятину с Дубатовки и Вызны.
В 1452 г. князь Ивашка Свирский, брат Романа, построил в местечке Свирь деревянный костёл и обеспечил его следующим имуществом: передал на нужды костёла три имения - Свирь, Йоди и Селятки, свыше 100 га пахотной земли с подданными в деревнях Пигулевщина, Юстиново, Глинище, Боговщина, озеро Туща с прудом и мельницей. Князь Ивашка Свирский также назначил десятину для костёла со многих своих имений.
1 августа 1472 года Сенька Романович вместе с женой Богданой написали дарственную грамоту в Свири, согласно которой выделили средства на создание и содержание алтаря в костёле в честь явления Панны Марии, святого апостола Бартоломея и святого Леонарда: двор в Йодупе, десятину жита и огороднины из Волчина и Спор. Из Свири только огороднину. Скот из всех вышеперечисленных дворов. Взамен ректор алтаря обязан был проводить еженедельно 2 мессы: первую — по отпущению грехов, вторую — за умерших. В грамоте он сохранял за собой и своими наследниками право патроната над алтарём. Грамоту подписали Якуб Будвидоч, Михаил Крикович, Яцко Вештортович, Богдан Битолвич, лынтупский плебан Якуб, алтарист Фома, главный пресвитер Станислав, Петко и лектор из Трок Станислав.
10 июля 1490 года князь Ян Романович из Свири вместе со своей женой Анной, дочерью дворянина Струмки, записали князю Мартину, алтаристу в Свири, и его преемникам за отправление месс за души своих родителей, друзей и родственников две десятины жита со своих дворов Споры и Сырмеж, ежегодно по одному поросёнку и одному пуду масла либо 90 локтей полотна на свитки. Жена Анна также обязалась отдать свой двор алтаристу, полученный от мужа.
22 июля 1503 года на праздник Марии Магдалены князь Станислав Талимонтович, дедич Свири, выделяет средства для создания алтаря в приходском костёле святого Николая в Свири в честь Найсвятейшей Панны Марии, святой Анны и святого Станислава. Настоятелю костёла Станиславу и его преемникам дарит двор свой Селяны с 12 подданными-чиншевиками, озеро Туща, мельницу с прудом в Туще, таверну в Мяделе c одной семьёй по фамилии Шурпик, землю под названием Гоговщина, десятину зерна со дворов своих Мядель и Дубатовка за отправление трёх месс еженедельно за здоровье, за грехи и за умерших. Грамоту удостоверили своими подписями алтарист из Свири Якуб, другой алтарист Иоанн, князь Тур, знатные дворяне Лаврентий Вышимунтович и Георгий Млечко.
22 июля 1503 года Станислав, дедич Свири, записал во второй грамоте для алтаря умершей Петковой в костёле Свирском одного подданного с детьми и данью «дякло» вместе с землями, лугами и пашнями, с обязательством отправления еженедельной мессы за свою душу.

## Речь Посполитая
При каденции ксендза Павла Казуты (1520 - 1569) в Свири стало набирать влияние движение Реформация.
В 1577 году князь Януш Болеславович Свирский, владелец Свири, стал одним из активных сторонников кальвинизма в Великом княжестве Литовском. Под его влиянием почти вся шляхта в окрестностях Свири перешла из католичества в кальвинизм (реформаторство). Ян (Януш) Свирский основал кальвинистский збор (молитвенный дом) в Свири в здании костёла.
В эпоху Контрреформации население Свири было возвращено к католической вере стараниями ордена иезуитов. В 1598 году виленский епископ Валериан Протасевич направил в Свирь миссионера-проповедника виленского каноника Николая Каризну. Настоятель свирского костёла начал судебный процесс с кальвинистами о возвращении присвоенного имущества и бенефиций. Князья Свирские вернулись к католической вере. После смерти Н.Каризны, его преемник настоятель Войтех Кульчинский добился возвращения большей части имущества и починил здание храма.
Стараниями Фабиана Козелла, ошмянского хорунжего в 1644-1649 гг., и его жены Катажины Невядовской, началось строительство первого каменного храма в Свири.
В 1653 году был торжественно освящён новый костёл настоятелем ксендзом Каспаром Ясинским.
Во время русско-польской войны 1654-1667 гг. костёл был разрушен.
В 1671 году во время каденции свирского декана виленского каноника Томаша Гирского прошла консекрация костёла во имя Святого Николая. Участвовали в торжественном мероприятии епископ Николай Слупский и суффраган и архидиакон епископ Греционополь.

## Российская империя
В 1848 — 1849 годах стараниями администратора ксендза Михаила Скробовского был обновлён.
В 1867 году деканом Свирским, настоятелем свирского прихода был Сатурн Мачук, награждённый крестом и медалью в память войны 1853—1856 гг..
В 1876 году Свирским деканом был назначен ксёндз Юлий Гойжевский.
В 1881—1886 гг. Свирским деканом и администратором костёла был Фердинанд Диякевич.
В 1907 году Свирским деканом и настоятелем костёла был Казимир Валюнас, викарными — ксёндз Валерий Голяк и ксёндз Иосиф Ровинский.
В 1908 году деканом был вновь Казимир Валюнас, викарным — ксёндз Иоанн Скродис.
В 1903—1908 годах храм полностью перестроен. От постройки XVII века остались нижняя часть башни-звонницы и полуциркулярная апсида (ныне часовня под полусферичным куполом).

## Польская республика
В Национальном историческом архиве Беларуси хранятся следующие метрические книги Свирского костёла: о рождении, браке и смерти за 1925—1938; отдельные книги о рождении за 1923—1932, 1932—1938, 1938—1939; метрические книги о браке 1923—1941; метрические книги о смерти за 1923—1937, 1937—1940 (за 1940 записи сохранились частично).
В 1932 году в Вильно свирский ксёндз Юрий Жамойть издал книгу под названием «Свирь и костёл Свирский».

## Советский период
3 февраля 1960 года умер ксёндз декан Казимир Шилейко. В Свирь стал приезжать раз в месяц из соседнего Константиново легендарный ксёндз Люциан Хмелёвец.
4 марта 1961 г. костёл был закрыт советскими властями.
В 1964 году из костёла увезли орган, который верующие купили ещё перед войной за 16 тысяч злотых (деньги были получены в основном от продажи книги Юрия Жамойтя «Свирь и костёл Свирский»).
Ксёндз Станислав Кучинский из Шеметовского костёла организовал инициативную группу местных жителей для возвращения святыни верующим.
С ноября 1981 года в здании костёла располагался филиал Сморгонского завода.
31 мая 1982 года с костёла были сняты четыре креста.
В октябре 1985 года три колокола хотели сдать на металлолом (один колокол редкой красоты удалось сохранить, и сейчас он выставлен на обзор возле храма).

## Возрождение храма
В апреле 1989 года был зарегистрирован приходской комитет из 20 человек.
15 апреля 1990 года перед воротами костёла, в котором располагался завод, был сделан верующими алтарь. На богослужение приехал ксёндз Ян Шуткевич из Лынтуп со своим хором.
В июне 1990 года здание храма было возвращено верующим и отреставрировано.
1 июля 1990 года приехал на богослужение ксёндз Августин Квятковский из Кобыльника.
4 июля 1990 года епископ Тадеуш Кондрусевич назначил настоятелем свирского прихода ксендза Войтеха Леманьского.
16 июля 1990 года представители завода передали ключи от святыни костёльному комитету во главе с Антонием Вершилой.
22 июля 1990 года ксёндз Станислав Кучинский заново освятил здание костёла.
Витебским мастером Юрием Чапским восстановлен алтарь по фотографиям из книги свирского священника Юрия Жамойтя «Свирь и костёл Свирский» (Вильно, 1930).

## Архитектура

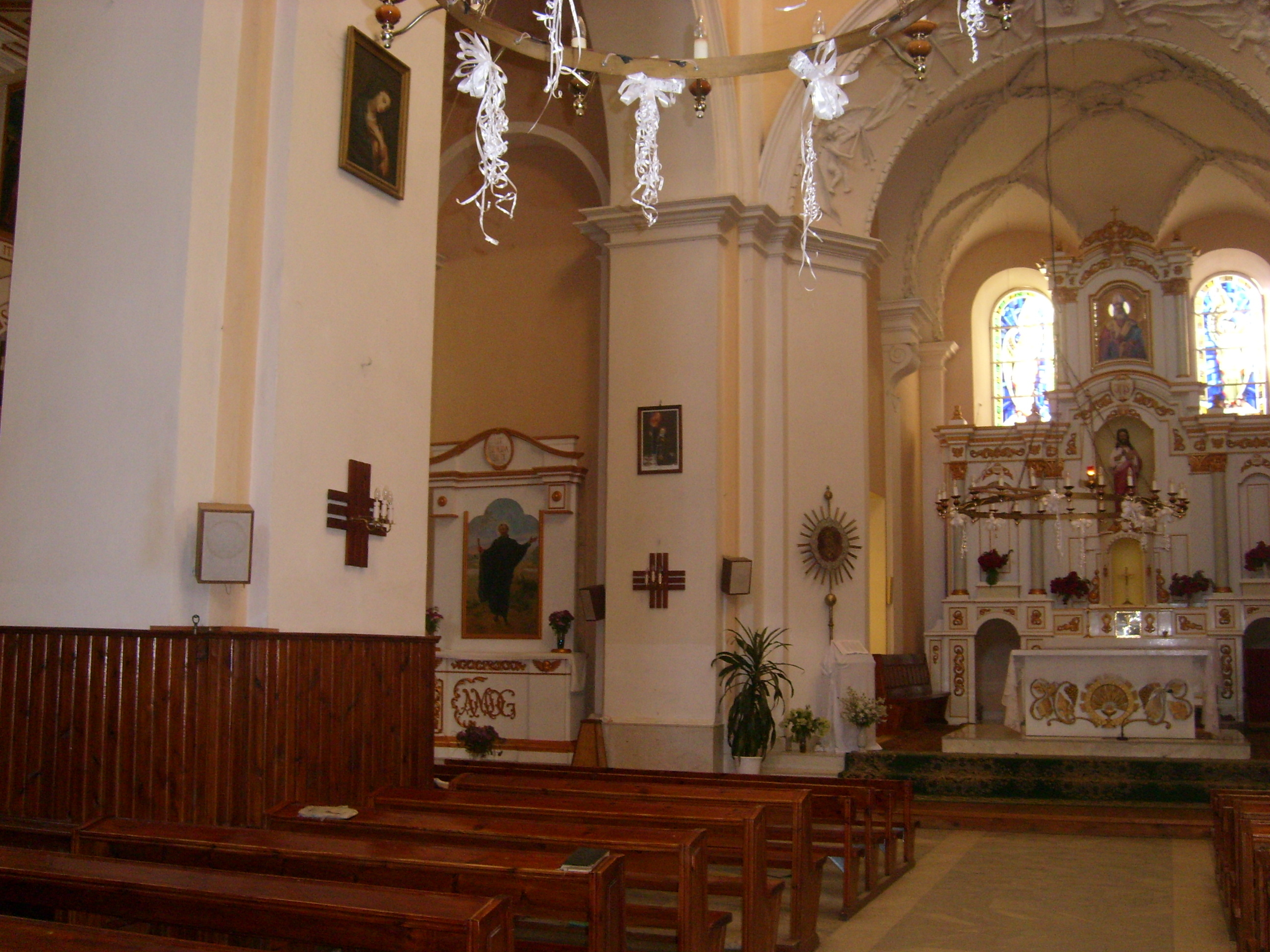
Интерьер

Храм св. Николая — трёхнефная базилика с трансептом. Пространство поделено на нефы шестью колоннами. К торцам трансепта пристроены башня-колокольня и боковая часовня под куполом. Четырёхъярусная башня-колокольня поставлена с таким расчётом, чтобы она замыкала перспективу главной улицы посёлка. Главный фасад двухъярусный, верхний ярус завершён треугольным фронтоном. Боковые фасады ритмично расчленены пилястрами и полуциркульными оконными проёмами.
В декоре использованы стилизованные барочные элементы, стены декорированы фресковой росписью, лепниной, розетками. Над входом расположены хоры, под алтарём — крипта. В интерьере выделяются деревянные резные алтари.
С правой стороны от входа в башню-звонницу сохранилась ниша с латинской надписью и гербом «Лебедь».